# Emiliano Marcondes
Emiliano Marcondes Camargo Hansen, kurz Emiliano (* 9. März 1995 in Hvidovre), ist ein dänisch-brasilianischer Fußballspieler. Er steht bei Norwich City unter Vertrag.

## Herkunft und Familie
Emiliano wurde als Sohn einer brasilianischen Mutter und eines dänischen Vaters im Kopenhagener Vorort Hvidovre geboren. Sein Großvater mütterlicherseits ist der ehemalige Fußballspieler Braz Camargo, sein Vater ist Jazzmusiker. Die Eltern trennten sich, als er neun Jahre alt war. Da die Lebenshaltungskosten zu hoch waren, kehrte seine Mutter nach São Paulo zurück, während Emiliano bei seinem Vater in Dänemark blieb. 
Seit der Saison 2016/17 läuft er unter seinem Vornamen Emiliano auf.

## Karriere

### Verein
Emiliano trat in seiner Kindheit Hvidovre IF bei. Als 15-Jähriger wechselte er zum FC Nordsjælland und gab am 25. September 2012 beim 3:1-Sieg n. V. in der dritten Runde des dänischen Pokalwettbewerbs bei Svebølle BI sein Debüt für die Profimannschaft. In der Saison 2012/13 wurde er mit dem FC Nordsjælland Vize-Meister. In der folgenden Spielzeit kam er zu Einsätzen in der Qualifikation zur Champions League und in den Europa-League-Play-offs. Am 11. Mai 2014 beim 3:1-Sieg bei Viborg FF erzielte er sein erstes Profitor und wurde mit dem FCN am Saisonende Tabellensechster. Zur Saison 2013/14 wurde Emiliano fest in den Profikader übernommen und hatte Anteil am erneuten sechsten Tabellenplatz.
Im Juli 2017 unterschrieb Emiliano einen ab dem 1. Januar 2018 gültigen Vorvertrag beim englischen Zweitligisten FC Brentford. Der Vertrag lief bis 2021. In seinem ersten halben Jahr im Londoner Stadtteil Brentford kam Emiliano zu zwölf Einsätzen in der zweiten Liga nebst einem Einsatz im FA Cup, in der der FC Brentford in der dritten Runde gegen Notts County ausschied. Bei seinen zwölf Einsätzen in der Liga stand er dabei nur in drei Partien in der Startformation. Auch in der Folgesaison konnte Emiliano sowohl unter Dean Smith als auch unter dessen Nachfolger Thomas Frank keinen Stammplatz erkämpfen; in 13 Punktspielen stand er nur dreimal in der Startformation.
Am 2. September 2019 kehrte er für ein halbes Jahr auf Leihbasis nach Dänemark zurück und schloss sich dem FC Midtjylland an. Bei den Ulvenen, die ihre Heimspiele in Herning in Mitteljütland austragen, erkämpfte sich Emiliano einen Stammplatz und gab in zwölf Partien zwei Vorlagen und erzielte ebensoviele Tore selbst. Nach Ablauf der Leihe kehrte er zum FC Brentford zurück. Seit Juli 2021 stand er beim AFC Bournemouth unter Vertrag. Mit seiner neuen Mannschaft erreichte er in der EFL Championship 2021/22 den direkten Wiederaufstieg in die Premier League und steuerte zwei Ligatreffer zum Aufstieg bei. In der höchsten englischen Spielklasse kam er im Verlauf der Hinrunde nur in einem Spiel zum Einsatz und kehrte daher im Januar 2023 auf Leihbasis zum FC Nordsjælland zurück.
Im Januar 2024 wechselte er auf Leihbasis für den Rest der Saison 2023/24 zum schottischen Erstligisten Hibernian Edinburgh. Mit dem Ende der Saison 2023/24 endete sein Vertrag bei Bournemouth, und Marcondes war zunächst ohne Verein.
Anfang Oktober 2024 fand er mit dem englischen Zweitligisten Norwich City einen neuen Verein, bei dem er einen Vertrag bis zum Ende der Saison mit der Option der Verlängerung um eine weitere Spielzeit erhielt.

### Nationalmannschaft
Emiliano debütierte am 30. August 2011 beim 5:0-Sieg anlässlich des Syrenka Cups im polnischen Mława gegen Weißrussland für die dänische U17-Nationalmannschaft und bestritt für diese acht Partien (ein Tor). Zwischen  Oktober 2012 und April 2013 kam er für die dänische U18-Nationalmannschaft zu fünf Einsätzen mit einem erzielten Tor, von Februar 2013 zu elf Spielen (sechs Tore) für die U19-Nationalelf, mit der er die Qualifikation für die U19-Europameisterschaft 2014 verfehlte. Von 2012 bis 2014 absolvierte er außerdem vier Spiele für die dänische U20.
Am 11. Juni 2015 debütierte Emiliano für die dänische U21-Nationalmannschaft, als er in einem Testspiel in Lyngby anlässlich der Vorbereitung auf die U21-Europameisterschaft 2015 beim 2:2 gegen Schweden eingesetzt wurde. Er gehörte nicht zum Kader für die EM. 2016 gehörte er dem vorläufigen Kader für die Olympischen Spiele 2016 in Rio de Janeiro an, schaffte es aber nicht in das endgültige Aufgebot. 2017 wurde Emiliano in den Kader für die U21-Europameisterschaft in Polen nominiert und kam zu einem Einsatz; die dänische U21 schied nach der Gruppenphase aus.